# (16384) 1981 ES31
1981 إي أس 31 (ويعرف أيضًا باسم (16384) 1981 إي أس 31 وفق تسمية الكوكب الصغير) (بالإنجليزية: 1981 ES31)‏ هو كويكب ضمن حزام الكويكبات؛ وترتيبه 16384 من حيث الاكتشاف.
اكتُشف هذا الجُرم الفلكي بواسطة شيلت جون بوبي في 2 مارس 1981.

## وصلات خارجية
- (16384) 1981 ES31 في قاعدة بيانات مختبر الدفع النفاث لأجرام النظام الشمسي الصغيرة

- الاكتشاف · مخطط المدار ·  العناصر المدارية · المعلمات المادية

- (16384) 1981 ES31 على موقع ويكي سكاي: DSS2, SDSS, GALEX, IRAS, Hydrogen α, X-Ray, Astrophoto, Sky Map, Articles and images